# Serge Panine
Pour plus de détails, voir Fiche technique et Distribution.
Serge Panine est un film français réalisé par Charles Méré et Paul Schiller, sorti en 1939, adaptation du roman éponyme de Georges Ohnet.

## Synopsis
Madame Devarennes veille attentivement sur ses deux filles Micheline, l'aînée, et Jeanne, qu'elle a adoptée. Elle s'inquiète quand elle comprend que Jeanne est amoureuse d'un aristocrate désargenté, le prince Serge Panine. Quand Panine délaisse Jeanne pour séduire Micheline, qui seule héritera de sa mère, Mme Devarenne le tue.

## Fiche technique
- Titre original : Serge Panine
- Réalisation : Charles Méré et Paul Schiller
- Scénario : Charles Méré et Paul Schiller, d'après le roman éponyme de Georges Ohnet paru en 1890
- Décors : Émile Duquesne
- Photographie : René Gaveau et André Dantan
- Son : Jacques Hawadier
- Musique : Michel Michelet
- Montage : Roger Spiri-Mercanton
- Production : André Paulvé
- Société de production : Les Productions françaises cinématographiques
- Pays d'origine :  France
- Format : Noir et blanc - 35 mm - 1,37:1
- Genre : drame
- Date de sortie : 20 janvier 1939

## Distribution
- Françoise Rosay : Madame Devarennes
- Pierre Renoir : Cayrol
- Sylvia Bataille : Micheline
- Andrée Guize : Jeanne
- Youca Troubetzkoï (en) : Serge Panine
- Lucien Rozenberg : le Duc
- Denise Grey : Lady Harton
- Jacques Henley : Lord Harton
- Claude Lehmann : Pierre
- Elisa Ruis : Lina